# كاي (أسطورة)
کـاي (بالإنجليزية: Kae)‏ في أساطير بولينيزيا كاهن عجوز شریر تم ذبحه وأكله. دعا «تنيراو» إله البحر الكاهن کاي، لاحتفال خاص لتسمية ابنه. غير أن الكاهن أثناء الاحتفال اقتطع قطعة صغيرة من لحم الحوت المدلل عند إله البحر واكلها فوجد مذاقها لذيذا، رغم أن الحوت كان لا يزال على قيد الحياة. فسأل الكاهن الإله عما إذا كان من الممكن أن يعود إلى بيته ممتطيا ظهر حوته المدلل فوافق الإله، وأن إشترط على کاي النزول من على ظهر الحوت عندما تصبح المياه ضحلة وإلا مات الحيوان.
غير أن كاي تعمد أن يسير بالحوت في المياه الضحلة حتى مات فأخذه إلى بيته وأكله. ونقلت الرياح رائحة لحم الحوت إلى إله البحر، فأرسل أربعين فتاة من الراقصات لاستجلاء الأمر. وقيل لهن إنهن يستطعن التعرف على الكاهن من أسنانه المعوجة. فذهبت الفتيات وبدأن الرقص والغناء بطريقة جعلت الناس تضحك. غير أن الكاهن أبقى فمه مغلقا حتى لا تظهر أسنانه. لكنه في النهاية لم يستطع أن يقاوم الضحك، فكشف عن أسنانه فتعرفت عليه الفتيات في الحال، فانتظرن حتی نام ببعض التعاويذ، وحملنه إلى إله البحر الذي قام بذبحه واكله. ويقول المواطنون أنه من هنا جاءت عادة أكل لحوم البشر.
وفي نسخة أخرى من الأسطورة نفسها أن کاي كان متزوجا من الإلهة هنا Hina وأنهما معا ركبا ظهر الحوت.